# فرانکو فودا
فرانکو فودا (انگلیسی: Franco Foda؛ زادهٔ ۲۳ آوریل ۱۹۶۶) بازیکن سابق فوتبال و مربی فوتبال اهل آلمان است.
از باشگاه‌هایی که در آن بازی کرده است می‌توان به باشگاه فوتبال بایر ۰۴ لورکوزن، باشگاه فوتبال کایزرسلاوترن، باشگاه فوتبال آرمینیا بیله‌فلد، باشگاه فوتبال زاربروکن، باشگاه فوتبال بازل، باشگاه فوتبال اشتوتگارت و باشگاه فوتبال اشتورم گراتس اشاره کرد.
وی همچنین در تیم‌های ملی فوتبال زیر ۲۱ سال آلمان و آلمان بازی کرده است.